# Kanton Montreuil-1
Kanton Montreuil-1 is een kanton van het Franse departement Seine-Saint-Denis. Kanton Montreuil-1 maakt deel uit van de arrondissementen Le Raincy en Bobigny en telde 92 341 inwoners in 2017.

## Gemeenten
Het kanton Montreuil-1 werd opgericht bij de herindeling van de kantons door het decreet van 21 februari 2014, met uitwerking in maart 2015. 
Het omvat de gemeenten :
- Montreuil (noordelijk deel)
- Rosny-sous-Bois